# Томашевський Василь Григорович
Васи́ль Григо́рович Томаше́вський (* 14 березня 1914 Чайківка Радомишльського повіту — † 25 лютого 2002, Оттава) український архітектор, художник, скульптор в Канаді; почесний професор Української академії мистецтва.

## Життєпис
Коли йому було чотири роки, померла мати, через кілька років — батько; виховувався в родині старшого брата Семена, працював разом з родичами на полях.
Першу освіту отримав у Житомирському технікумі твердих матеріалів.
В 1935—1940 навчався на архітектурному факультеті Київського художнього інституту.
1941 року добровольцем пішов на фронт, майже одразу потрапив у полон в «Київському котлі»: «Восени 1941 року я з голоду опух і вже на ноги не піднімався, лежав, як колода». Старший брат Семен 1943 року був мобілізований до Червоної армії, в 1944-му пропав безвісти на території Польщі.
Перебував у німецьких концтаборах, після закінчення війни залишився на Заході. Одружився з дівчиною, вивезеною на каторжні роботи до Німеччини, і все життя з нею прожив.
Навчався живопису й скульптури в Королівській академії мистецтв у Брюсселі та іспанській Академії мистецтв у Мадриді.
На початку 1950-х емігрував до Канади, в Оттаву, там жив і працював до кінця своїх днів.
За проектами Томашівського споруджено Римо-католицьку семінарію в Монреалі — 1958, національну картинну галерею, парафіяльний центр української православної громади Успіння пресвятої Богородиці; проведено художнє оздоблення резиденції генерал-губернатора Канади, Canada House — постійна галерея для пересувних виставок; всі ці роботи в Оттаві. Є автором проектів п'яти федеральних аеропортів на території Канади, зокрема «Атланс» в Оттаві та «Доваль» у Монреалі.
Також по його накресленнях побудовано будинки лісництв у національних парках, митниці, поштамти, студентські гуртожитки, меморіальні та релігійні будівлі.
1994 року професорсько-викладацький колектив Української академії мистецтва схвалив рішення вченої ради про обрання Василя Томашевського почесним професором Української академії мистецтва.